# OCERA
OCERA o Open Components for Embedded Real-time Applications, en català Components Oberts per a Aplicacions de Temps Real Encastades, fou un projecte d'investigació, finançat per la Unió Europea amb més de 3 milions d'euros i desenvolupat entre 2002 i 2005, coordinat per la Universitat Politècnica de València en col·laboració amb la italiana Scuola Superiore Sant'Anna, entre d'altres, dins el Grup d'Informàtica Industrial.
Va tenir per objectiu dissenyar i implementar una biblioteca de components de programari lliure en l'àmbit dels sistemes operatius de temps real per a sistemes encastats. Estava dirigit tant a l'àmbit acadèmic com a l'industrial. La intenció del projecte va ser proveir Linux de noves funcionalitats de temps real que permetessin als desenvolupadors de sistemes encastats gaudir dels avantatges del Linux.